# Erik Thomson (Schriftsteller)
Erik Thomson (* 12. Februar 1915 in Dorpat, Gouvernement Estland; † 12. Dezember 1990 in Lübeck) war ein deutschbaltischer Landwirt und Schriftsteller.

## Leben
Thomson besuchte von 1924 bis 1933 die Ritter- und Domschule zu Reval. Nach dem Abitur studierte er an der Universität Dorpat bis 1935 Landwirtschaft. Er schloss sich dem deutschbaltischen Corps Neobaltia an. Das Studium brach er ohne Abschluss ab. Auf dem Gut Wardes in Sõmeru des ehemaligen Kommandeurs des Baltenregiments, Oberst a. D. Constantin von Weiß, und auf dem Gut Oehrten, beide in Virumaa gelegen, erhielt er 1936/37 eine praktische landwirtschaftliche Ausbildung. Diesen Jahren folgte bis 1941 die Bewirtschaftung des Restgutes des großelterlichen Besitzes Korps im Kreis Jerwen. Thomson erlebte 1940 die erste sowjetische Besetzung Estlands. In der Umsiedlung verließ er Estland am 1. März 1941. Engagiert hatte er sich im Estländischen Landwirtschaftlichen Verein, der Estländischen Literarischen Gesellschaft, im Estländischen See-Yacht-Club, im Revaler Verein für Kammermusik, im Revaler Philatelistenverein und im Naturforscherverein bei der Universität Dorpat.
Im Warthegau, in dem die Deutsch-Balten angesiedelt worden waren, bewirtschaftete er von 1942 bis 1944 das Gut Gallwiese im Kreis Welun. Besondere Leistungen während dieser Zeit auf dem Gebiet des Gartenbaus wurden durch eine Ehrenurkunde des Reichsnährstandes gewürdigt. Noch im Dezember 1944 wurde E. Thomson zum Heimateinsatz im Heer (Wehrmacht) eingezogen. Er geriet 1945 in amerikanische und britische Gefangenschaft, kam aber schon Anfang Juni 1945 frei. Im bayerischen Gunzenhausen ansässig geworden, widmete er sich wieder der Gemeinschaft. Er war Mitbegründer der Heimatortskartei für Deutsch-Balten und erwarb sich in diesem Zusammenhang große Verdienste in der Familienzusammenführung. Das Hilfskomitee der evangelisch-lutherischen Deutschen aus Polen ernannte ihn zum Beauftragten für den Regierungsbezirk Mittelfranken. Als 1949 die in der Zeit des Nationalsozialismus  verbotene Carl-Schirren-Gesellschaft reaktiviert wurde, übernahm er das Amt ihres Vertreters für die Französische Besatzungszone und die Amerikanische Besatzungszone. Hildebert Boehm berief Thomson 1951 als ersten Geschäftsführer der Carl-Schirren-Gesellschaft nach Lüneburg. Im selben Jahr wurde er auch Mitarbeiter im neu gegründeten Nordostdeutschen Kulturwerk und in der Ost-Akademie. Thomson gab 1969 die Geschäftsführung bei der Carl-Schirren-Gesellschaft ab und beendete 1978 seine berufliche Tätigkeit beim Nordostdeutschen Kulturwerk und der Ost-Akademie.
Verheiratet war Thomson seit dem 17. August 1940 mit Ingrid geb. Stockmar, Tochter des Apothekers Provisor Paul Stockmar in Sankt Simonis, Wierland. Die Ehe wurde geschieden. Die zweite Ehe schloss Thomson am 26. August 1947 mit Hildegard geb. Götz, Tochter des Esslinger Bäckereibesitzers Georg Götz.

## Werk
Bereits in Estland erschienen Thomsons erste Veröffentlichungen zur Ornithologie,  Lepidopterologie und Landwirtschaft. Einige seiner Publikationen, Bücher und Übersetzungen aus der estnischen Sprache erschienen erst nach 1978. Er saß im  Vorstand der Deutsch-Estnischen Vereinigung und des Beirats der Baltischen Gesellschaft in Deutschland, des Estnischen PEN-Clubs, der Künstlergilde Esslingen, der Union Freier Estnischer Journalisten (Stockholm), des Verbandes der Freien Presse (München), des Walter-Flex-Freundeskreises, des Internationalen Entomologischen Vereins und der Deutschen Forschungszentrale für Schmetterlingswanderungen. In seinen Büchern befasste er sich mit Paul Fleming, Eduard von Gebhardt, Hugo Hahn, Traugott Hahn, Werner Hasselblatt, Monika Hunnius und den Schwarzhäuptern.

## Veröffentlichungen
- Baltische Bibliographie 1945–1953. Verzeichnis der in den Jahren 1945–53 erschienenen selbständigen Veröffentlichungen deutsch-baltischer Autoren und der im gleichen Zeitraum veröffentlichten Schriften über Balten und das Baltikum. Lüneburg 1953.
- Monika Hunnius: Schmerzenswege sind Segenswege. Stuttgart 1956.
- Hugo Hahn – Bahnbrecher der Hereromission und Ahnherr eines Pfarrergeschlechts. Zum 70. Geburtstag von Landesbischof i. R. Hugo Hahn am 4. Oktober 1956. Stuttgart 1956.
- mit Georg Baron Manteuffel-Szoege: Schlösser und Herrensitze im Baltikum. Weidlich 1959.
- mit Aleksander Varma: Die historischen, politischen und rechtlichen Grundlagen des Freistaates Estland. 1960.
- Paul Fleming: in allen meinen Taten ... Stuttgart 1961.
- mit Hildegard Thomson: Traugott Hahn – ein Märtyrer der baltischen Kirche. Gießen, Basel 1962.
- mit Hildegard Thomson: Dome, Kirchen und Klöster im Baltikum. Weidlich 1962.
- Baltisches Erbe. Fünfunddreißig Beiträge in Berichten und Selbstzeugnissen. Weidlich, Frankfurt am Main 1964.
- Die Großschmetterlinge Estlands. Rauschenbusch, Stollhamm 1967.
- Geschichte der Domschule zu Reval. 1319–1939. Göttinger Arbeitskreis, Würzburg 1969.
- Die Allerschönste. Beiträge zum alten Thema von der jungen Liebe. Buxheim 1972.
- Die Compagnie der Schwarzhäupter zu Riga und ihr Silberschatz. Lüneburg 1974.
- Die Deutsch-Balten: baltisches Volkstum im Vorfeld Europas. Wien 1976.
- Ich erzähle euch alles, was am Ostersonntag geschah. Buxheim 1979.
- Meine 960 Tage im „Reichsgau Wartheland“. Lüneburg 1985.
- Werner Hasselblatt. Bonn 1990.
- mit Günter Krüger: Eduard von Gebhardt – Leben und Werk. Lüneburg 1991.
- Baltikum – eine Erinnerung, gesehen in 96 Aufnahmen. Würzburg 1990 (144 Bilder, 2002).

## Übersetzungen
- August Mälk: Das blühende Meer (1949)

## Ehrungen
- Goldenes Ehrenzeichen des Estnischen Nationalfonds (1965)
- Goldenes Ehrenzeichen der Estnischen Volksgemeinschaft in der Bundesrepublik Deutschland (1968)
- Georg-Dehio-Preis der Künstlergilde Esslingen (1972)
- Goldenes Ehrenzeichen des Bundes der Vertriebenen (1975)
- Orden des Estnischen Roten Kreuzes 2. Klasse (1980)